# 守门员面对罚点球时的焦虑
《守门员面对罚点球时的焦虑》（德語：Die Angst des Tormanns beim Elfmeter）是奥地利作家彼得·汉德克创作的短篇小说，讲述了守门员布洛赫离开工作岗位后的故事。